# León (Spanyolország)
León város Spanyolország északnyugati részén, Kasztília és León autonóm közösség León tartományának székhelye. Lakossága 131 ezer fő, az agglomerációé 206 ezer fő volt 2012-ben. León San Andrés del Rabanedo, Sariegos, Villaquilambre, Valdefresno, Villaturiel, Onzonilla, Santovenia de la Valdoncina és Valverde de la Virgen községekkel határos.
A mezőgazdasági vidék központja. Iparának ágazatai a vegyipar, gép-, élelmiszer-, kerámia-, üveg-, papír- és nyomdaipar, az ásványi anyagok feldolgozása, valamint a textilipar. Történelmi és kulturális szempontból jelentős város.
Az 1. században a római 7. légió alapította, mint katonai tábort. A középkorban előbb az Asztúriai spanyol királyság, majd a Leóni Királyság fővárosa. A reconquista idején igen fontos szerepet kapott.

## Távolságok
A várostól való távolságok:
- Madrid: 330 km
- Valladolid: 137 km
- Gijón: 140 km
- Burgos: 180 km

## Galéria

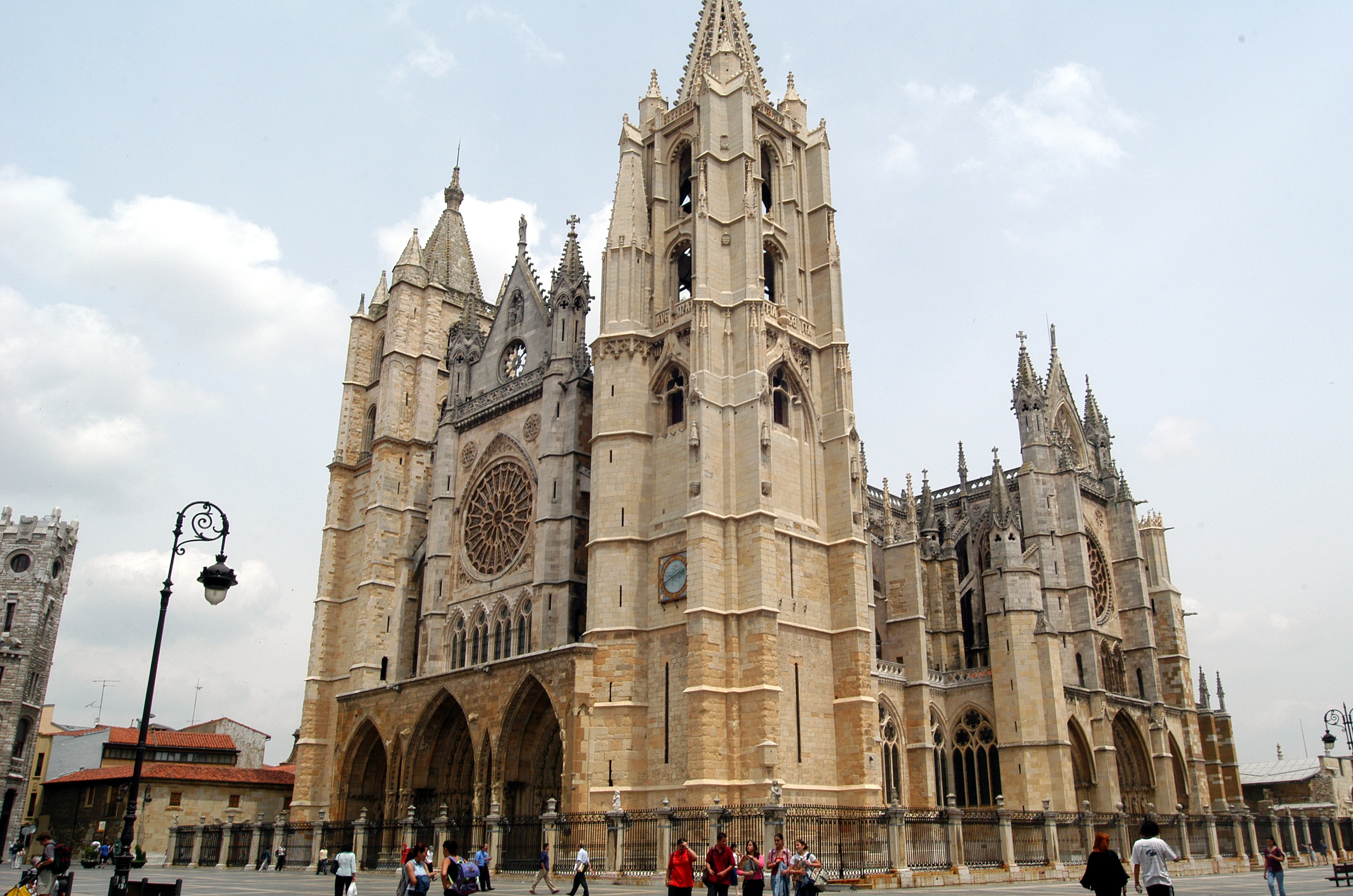
A katedrális
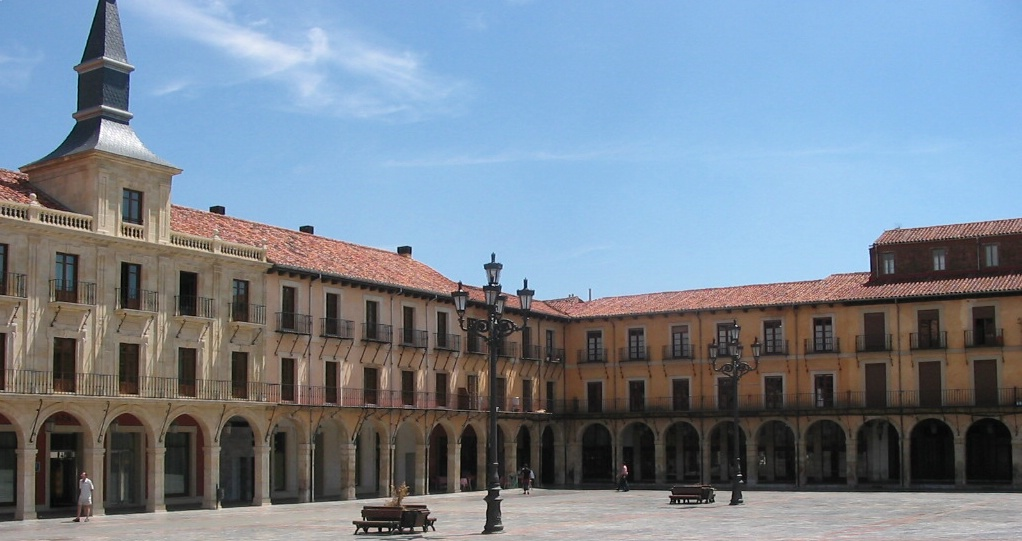
Plaza Mayor
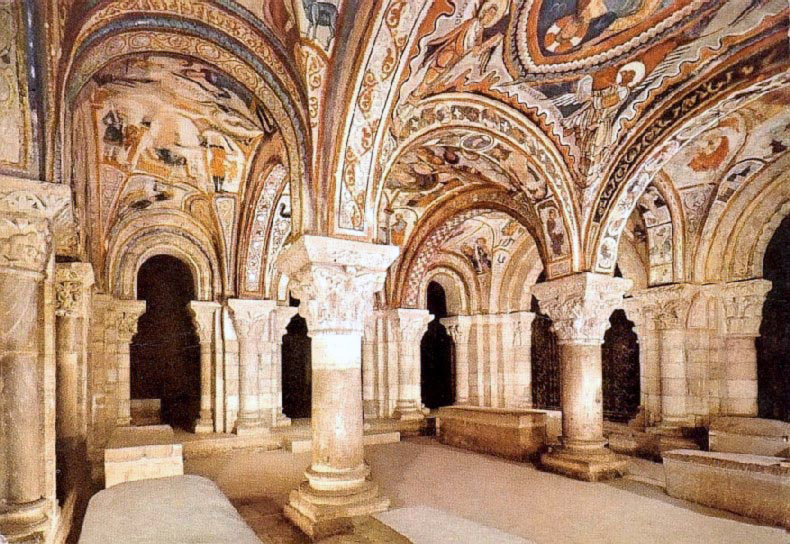
San Isidoro bazilika
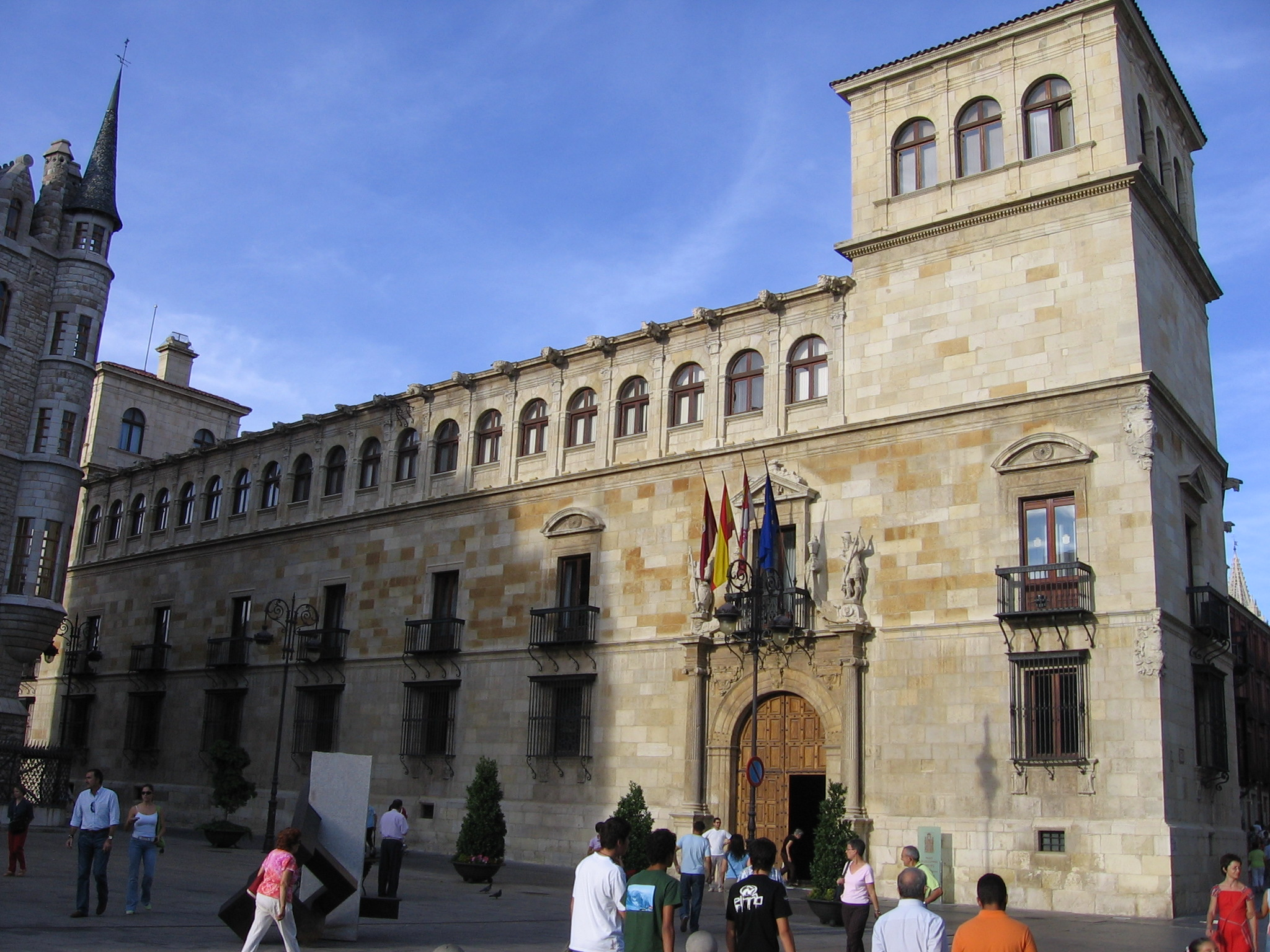
Palacio de los Guzmanes
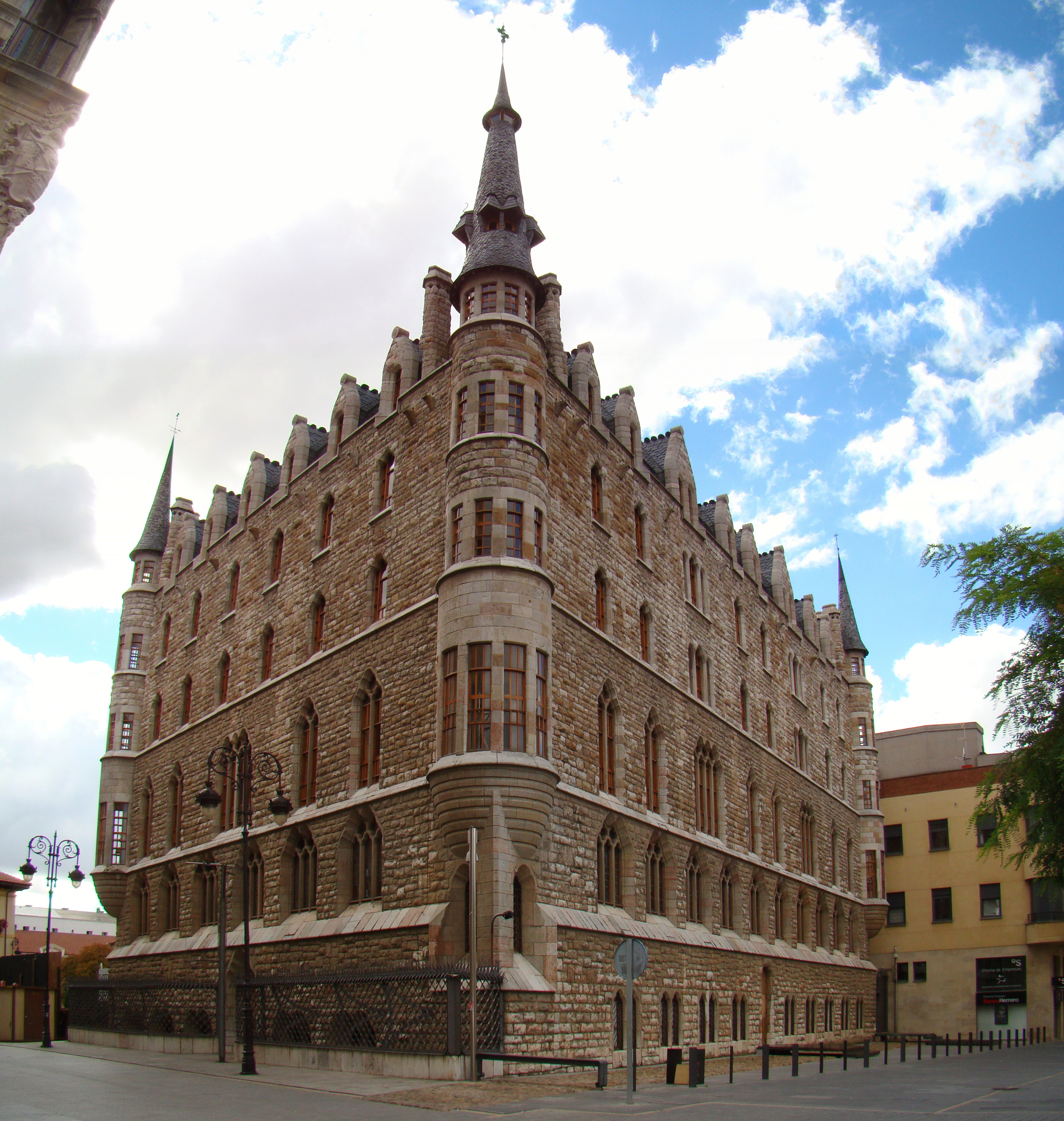
Casa de los Botines
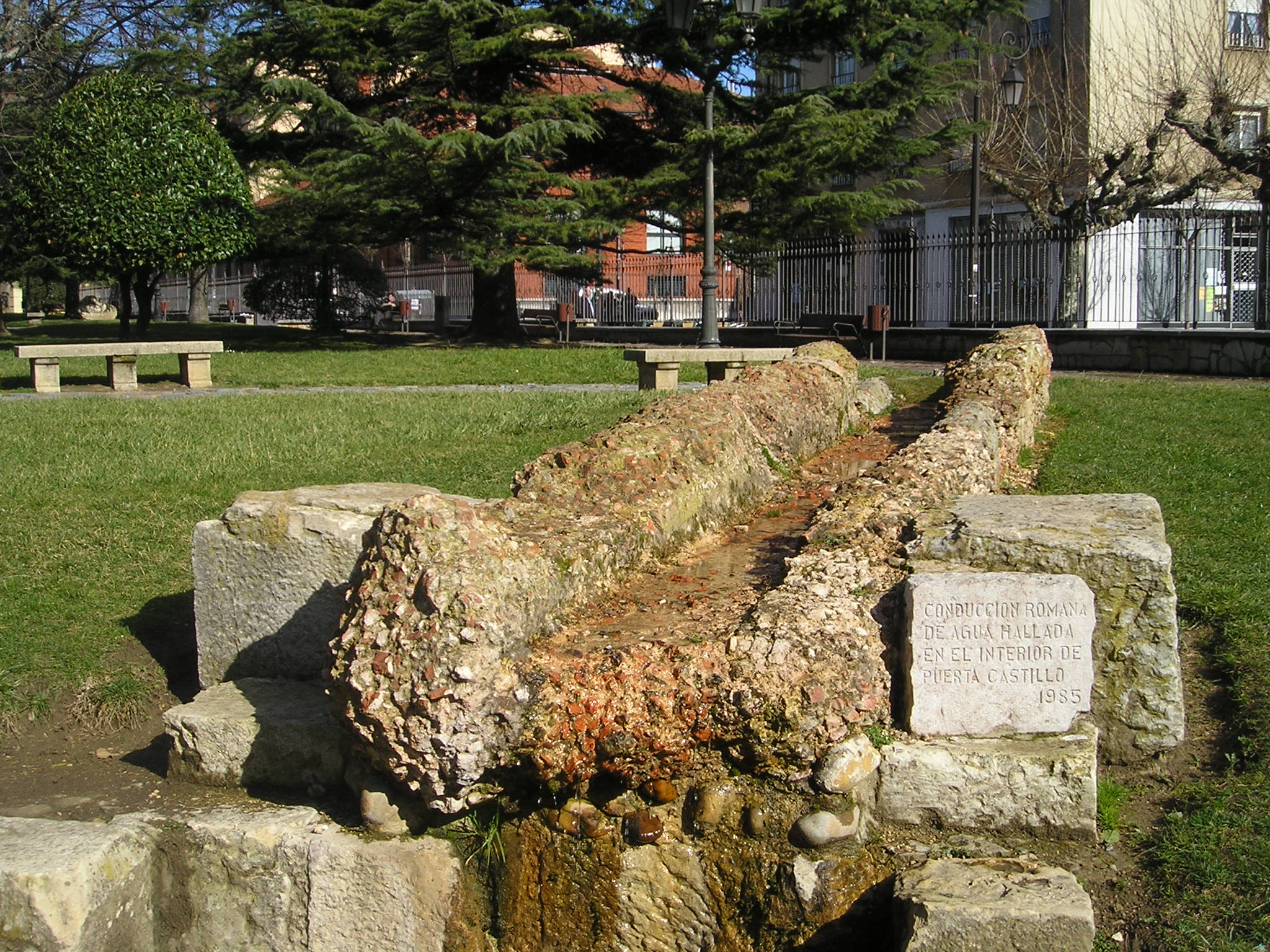
Csatornamaradvány a római korból

## Éghajlat

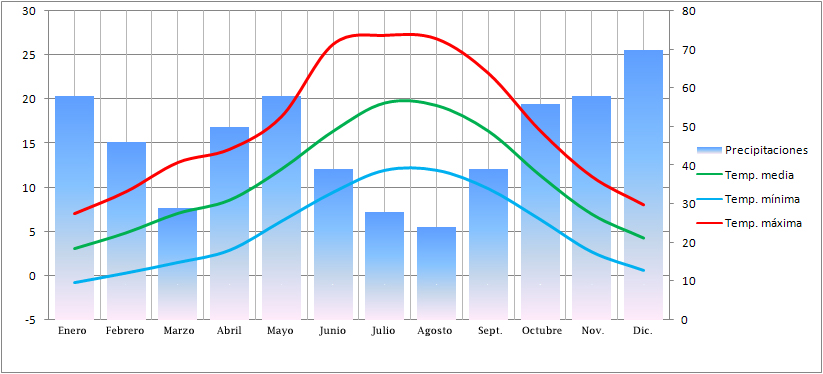
León éghajlati jellemzői. Kék oszlop - csapadék (mm - jobb oldal), piros vonal - napi max. hő. (°C - bal oldal), zöld vonal - napi középhő., kék vonal - napi min. hő. (°C - bal oldal)

## Népesség
A település lakosságának változását az alábbi diagram mutatja:
| Lakosok száma | 24 500 | 135 794 | 136 414 | 135 119 | 132 744 | 130 601 | 126 192 | 124 303 | 122 051 | 122 243 |
|               | 1930   | 2002    | 2005    | 2008    | 2011    | 2013    | 2016    | 2019    | 2021    | 2024    |

## Fordítás
Ez a szócikk részben vagy egészben  a   León (España) című spanyol Wikipédia-szócikk fordításán alapul.  Az eredeti cikk szerkesztőit annak laptörténete sorolja fel. Ez a jelzés csupán a megfogalmazás eredetét és a szerzői jogokat jelzi, nem szolgál a cikkben szereplő információk forrásmegjelöléseként.